# Genentech
Genentech, Inc. este o corporație americană de biotehnologie cu sediul central în South San Francisco, California. A devenit o filială independentă a Roche în 2009. Genentech Research and Early Development funcționează ca un centru independent în cadrul Roche. Din punct de vedere istoric, compania este considerată ca fiind prima companie de biotehnologie din lume.

## Istoric
Compania a fost fondată în 1976 de către Robert A. Swanson, capitalist de risc, și biochimistul Herbert Boyer Boyer este considerat un pionier în domeniul tehnologiei ADN-ului recombinan.
În 1990, F. Hoffmann-La Roche AG a achiziționat o participație majoritară în Genentech.
În 2006, Genentech a achiziționat Tanox în cadrul primei sale tranzacții de achiziție. Tanox începuse să dezvolte Xolair, iar dezvoltarea a fost finalizată în colaborare cu Novartis și Genentech; achiziția a permis Genentech să păstreze o mai mare parte din venituri.
În martie 2009, Roche a achiziționat Genentech prin cumpărarea de acțiuni pe care nu le controla deja, pentru aproximativ 46,8 miliarde de dolari.
În iulie 2014, Genentech/Roche a achiziționat Seragon pentru portofoliul său de candidați la medicamente oncologice cu molecule mici pentru 725 de milioane de dolari în numerar în avans, cu plăți suplimentare de 1 miliard de dolari în funcție de dezvoltarea cu succes a produselor din portofoliul Seragon.
Genentech este o companie de biotehnologie de pionierat axată pe cercetare care a continuat să desfășoare activități de cercetare și dezvoltare pe plan intern, precum și prin colaborări.